# Louis-Henri Luçon
Louis-Henri-Joseph Luçon (ur. 28 października 1842 w Maulévrier  – zm. 28 maja 1930 w Reims) – francuski duchowny katolicki, arcybiskup Reims i kardynał.

## Życiorys
Ukończył seminarium w rodzinnej diecezji Angers, gdzie uzyskał doktorat z teologii i prawa kanonicznego. Na kapłana wyświęcony 23 grudnia 1865 w Angers. Pracował duszpastersko do 25 listopada 1887, kiedy to został mianowany biskupem Belley. Sakry udzielił ordynariusz Angers Charles-Émile Freppel.
21 lutego 1906 przeniesiony na metropolię Reims. Rok później otrzymał kapelusz kardynalski z tytułem prezbitera Santa Maria Nuova. Brał udział w konklawe 1914 i 1922. W czasie I wojny światowej katedra w Reims została zniszczona, a kardynał opuścił miasto. Powrócił w 1918, po zakończeniu wojny. Zmarł w 1930. Pochowany w katedrze w Reims.